# Ivo Georgiev
Pour les articles homonymes, voir Georgiev.
Ivo Georgiev (en bulgare : Иво Георгиев), né le 12 mai 1972 à Sofia (Bulgarie) et mort le 13 novembre 2021 était un footballeur bulgare, qui évolua au poste d'attaquant dans différents clubs bulgares, suisses, allemands, hongrois et aussi en équipe de Bulgarie. 

## Palmarès

### En équipe nationale
- 1 sélection et 1 but avec l'équipe de Bulgarie en 1996